# 玉皇庙 (北京保安寺街)
玉皇庙，位于北京市西城区保安寺街9号，是一座道教宫观。

## 简介
《顺天府志》载：“保安寺，明正统年间立，在宣武门外保安寺街。嘉靖二十六年重修，碑一，郭秉聪撰，街因寺名。又有玉皇庙，顺治十八年，大学士成克巩撰碑。”
玉皇庙位于保安寺街9号，建于明朝崇祯二年（1629年），清朝顺治十八年（1661年）大学士成克巩出钱重修。成克巩在《重修玉皇庙碑》上写道：“余所居之右，有玉皇庙。”到2008年宣武区大吉片拆迁前，该庙尚有庙门石额嵌在地上。